# Miguel Gutiérrez (calciatore 2001)
Miguel Gutiérrez Ortega (Pinto, 27 luglio 2001) è un calciatore spagnolo, difensore del Napoli.

## Caratteristiche tecniche
Terzino sinistro di grande personalità, bravo in ambedue le fasi, è abile nel cross e nel dribbling. Di piede mancino, spesso proprio con i suoi cross o con passaggi bassi filtranti riesce a trovare la via dell'assist mandando in porta l'attaccante. Terzino di spinta, dinamico e che gioca molto con la palla, ha dichiarato d'ispirarsi al suo idolo Marcelo, avuto anche come compagno ai tempi del Real Madrid.

## Carriera

### Club

#### Gli inizi e Real Madrid
Nato a Pinto, nella comunità autonoma di Madrid (in Spagna), inizia a giocare a calcio nel Getafe, mentre all'età di 10 anni entra nel settore giovanile del Real Madrid. Dopo aver vinto la UEFA Youth League 2019-2020 con i Blancos (3-2 in finale contro il Benfica, con gol decisivo dello stesso Gutiérrez), l'allenatore Zinédine Zidane lo fa debuttare in prima squadra il 18 aprile 2021, nell'incontro di Primera División vinto per 0-3 contro il Cadice. Gioca altre 4 partite in campionato fino al termine della stagione.
Nella stagione 2021-2022, sotto la guida di Carlo Ancelotti, continua ad essere regolarmente convocato in prima squadra, scendendo in campo 3 volte in campionato (che vincerà con largo anticipo) e debuttando anche in UEFA Champions League, in occasione della gara della fase a gironi persa per 1-2 allo Stadio Santiago Bernabéu contro lo Sheriff Tiraspol. Alla fine il Real Madrid vince anche la coppa dalle grandi orecchie, battendo in finale 1-0 il Liverpool e conquistando il Double.

#### Girona
Il 5 agosto 2022 si trasferisce a titolo definitivo al Girona, neopromosso in Liga, per 4 milioni di euro più il 50% della futura rivendita da riconoscere al Real Madrid e una clausola di recompra a favore dei Blancos, esercitabile nelle estati del 2025 (per 8 milioni) e del 2026 (per 9 milioni); contestualmente, il calciatore firma un contratto quinquennale che prevede anche una clausola rescissoria di 35 milioni di euro. Il suo primo gol in carriera arriva nella gara di campionato persa 3-2 contro il Getafe. In Catalogna gioca con regolarità, collezionando in stagione 36 presenze e 2 reti tra campionato e Coppa del Re, ottenendo un'agevole salvezza.
Nella stagione 2023-2024 è uno dei protagonisti di un'annata memorabile per il club di Gerona, che per gran parte del campionato lotta per la conquista del primato con Barcellona e Real Madrid, salvo poi calare leggermente di rendimento nell'ultima parte e concludere comunque con un incredibile terzo posto, valido per l'accesso in Champions League. Conclude l'annata con 35 presenze in campionato e 5 in Coppa del Re, condite da 2 gol e ben 7 assist, formando così (con Arnau Martínez) una delle coppie di terzini più giovani e dominanti di quella stagione calcistica.
La stagione seguente si rivela invece alquanto deludente per il Girona, che non solo non riesce a dare continuità alle incredibili prestazioni dell'anno precedente, ma rischia per tutto il campionato di retrocedere, salvandosi solo all'ultima giornata. Ciononostante, Gutiérrez si rende protagonista di un'altra ottima annata, mettendo a segno 36 presenze, 2 reti e 5 assist tra tutte le competizioni (campionato, Coppa nazionale e Champions League).

#### Napoli
Il 19 agosto 2025 si trasferisce a titolo definitivo al Napoli, in Serie A, per 18 milioni di euro più altri 2 di bonus, firmando un contratto quinquennale e scegliendo d'indossare la maglia numero 3.

### Nazionale
Ha giocato nelle nazionali giovanili spagnole Under-17, Under-18 ed Under-19.
Nel 2024 ha vinto la medaglia d'oro ai Giochi della XXXIII Olimpiade di Parigi. Vi ha giocato cinque partite (saltando solo la prima contro l'Uzbekistan), per un totale di 147 minuti (di cui 22 nella finale contro la Francia, entrando nel primo tempo supplementare al posto di Juan Miranda). Ha anche realizzato una rete nel torneo olimpico, quella del 3-1 nell'incontro con la Repubblica Dominicana.

## Statistiche

### Presenze e reti nei club
Statistiche aggiornate al 19 agosto 2025.
| Stagione                    | Squadra                     | Campionato                  | Campionato | Campionato | Coppe nazionali | Coppe nazionali | Coppe nazionali | Coppe continentali | Coppe continentali | Coppe continentali | Altre coppe | Altre coppe | Altre coppe | Totale | Totale |
| Stagione                    | Squadra                     | Comp                        | Pres       | Reti       | Comp            | Pres            | Reti            | Comp               | Pres               | Reti               | Comp        | Pres        | Reti        | Pres   | Reti   |
| --------------------------- | --------------------------- | --------------------------- | ---------- | ---------- | --------------- | --------------- | --------------- | ------------------ | ------------------ | ------------------ | ----------- | ----------- | ----------- | ------ | ------ |
| 2020-2021                   | Real M. Castilla            | SDB                         | 12+3       | 1+0        | -               | -               | -               | -                  | -                  | -                  | -           | -           | -           | 15     | 1      |
| 2021-2022                   | Real M. Castilla            | PF                          | 16         | 2          | -               | -               | -               | -                  | -                  | -                  | -           | -           | -           | 16     | 2      |
| Totale Real Madrid Castilla | Totale Real Madrid Castilla | Totale Real Madrid Castilla | 28+3       | 3          |                 | -               | -               |                    | -                  | -                  |             | -           | -           | 31     | 3      |
| 2020-2021                   | Real Madrid                 | PD                          | 5          | 0          | CR              | 0               | 0               | UCL                | 0                  | 0                  | -           | -           | -           | 5      | 0      |
| 2021-2022                   | Real Madrid                 | PD                          | 3          | 0          | CR              | 0               | 0               | UCL                | 1                  | 0                  | -           | -           | -           | 4      | 0      |
| Totale Real Madrid          | Totale Real Madrid          | Totale Real Madrid          | 8          | 0          |                 | 0               | 0               |                    | 1                  | 0                  |             | -           | -           | 9      | 0      |
| 2022-2023                   | Girona                      | PD                          | 34         | 2          | CR              | 2               | 0               | -                  | -                  | -                  | -           | -           | -           | 36     | 2      |
| 2023-2024                   | Girona                      | PD                          | 35         | 2          | CR              | 5               | 0               | -                  | -                  | -                  | -           | -           | -           | 40     | 2      |
| 2024-2025                   | Girona                      | PD                          | 29         | 1          | CR              | 1               | 0               | UCL                | 6                  | 1                  | -           | -           | -           | 36     | 2      |
| Totale Girona               | Totale Girona               | Totale Girona               | 98         | 5          |                 | 8               | 0               |                    | 6                  | 1                  |             | -           | -           | 112    | 6      |
| 2025-2026                   | Napoli                      | A                           | -          | -          | CI              | -               | -               | UCL                | -                  | -                  | SI          | -           | -           | -      | -      |
| Totale carriera             | Totale carriera             | Totale carriera             | 137        | 8          |                 | 8               | 0               |                    | 7                  | 1                  |             | -           | -           | 152    | 9      |

## Palmarès

### Club

#### Competizioni nazionali
- Campionato spagnolo: 1

Real Madrid: 2021-2022

#### Competizioni internazionali
- UEFA Champions League: 1

Real Madrid: 2021-2022

#### Competizioni giovanili
- UEFA Youth League: 1

Real Madrid: 2019-2020

### Nazionale
- Campionato d'Europa Under-19: 1

Armenia 2019
- Oro olimpico: 1

Parigi 2024